# Distretto di Izcuchaca
Il distretto di Izcuchaca è uno dei diciannove distretti della provincia di Huancavelica, in Perù. Si trova nella regione di Huancavelica e si estende su una superficie di 12.19 chilometri quadrati.